# Spicata moorei
Spicata moorei är en loppart som först beskrevs av Hubbard 1949.  Spicata moorei ingår i släktet Spicata och familjen fågelloppor.

## Underarter
Arten delas in i följande underarter:
- S. m. moorei
- S. m. oregona